# بریزلانگ
بریزلانگ (به آلمانی: Brieselang) یک شهر در آلمان است که در هافه‌لانت واقع شده‌است. بریزلانگ ۱۰٬۵۹۸ نفر جمعیت دارد.